# Kiersey Clemons
Kiersey Nicole Clemons (Pensacola, 17 dicembre 1993) è un'attrice e cantante statunitense.

## Carriera
Clemons ha debuttato sul piccolo schermo nel 2010, nella serie televisiva di Disney Channel A tutto ritmo. Dopo aver recitato piccole parti in altre serie televisive, nel 2013 ha interpretato il ruolo di Kira Starr nella sitcom Austin & Ally, di nuovo su Disney Channel. Nell'anno successivo ha preso parte al film Disney per la televisione Cloud 9.
Nel 2015 è apparsa nel video musicale della canzone di Lady Gaga Til It Happens to You. Nello stesso anno è stata una dei personaggi principali nel film Dope - Follia e riscatto. Tra il 2015 e il 2016 ha preso parte ad alcune serie televisive, tra le quali Eye Candy, in cui ha interpretato il personaggio di Sophia; Extant, in cui ha vestito i panni di Lucy; Transparent, nel ruolo di Bianca, e New Girl, nel ruolo di KC.

## Filmografia

### Attrice

#### Cinema
- Dope - Follia e riscatto (Dope), regia di Rick Famuyiwa (2015)
- Cattivi vicini 2 (Neighbors 2: Sorority Rising), regia di Nicholas Stoller (2016)
- Flatliners - Linea mortale (Flatliners), regia di Niels Arden Oplev (2017)
- The Only Living Boy in New York, regia di Marc Webb (2017)
- Little Bitches, regia di Nick Kreiss (2018)
- Hearts Beat Loud, regia di Brett Haley (2018)
- Lilli e il vagabondo (Lady and the Tramp), regia di Charlie Bean (2019)
- Sweetheart, regia di J. D. Dillard (2019)
- Antebellum, regia di Gerard Bush e Christopher Renz (2020)
- Zack Snyder's Justice League, regia di Zack Snyder (2021)
- Am I OK?, regia di Stephanie Allynne e Tig Notaro (2022)
- Mi ricorda qualcuno (Somebody I Used to Know), regia di Dave Franco (2023)
- The Flash, regia di Andy Muschietti (2023)

#### Cortometraggi
- Prom?! (2013)
- Til It Happens to You, regia di Catherine Hardwicke - video musicale (2015)
- DJ Snake and Bipolar Sunshine: Middle, regia di Colin Tilley (2016)
- Jellywolf, regia di Alma Har'el (2017)

#### Televisione
- A tutto ritmo (Shake It Up) - serie TV, episodi 1x06-1x07 (2010)
- Le pazze avventure di Bucket e Skinner (Bucket & Skinner's Epic Adventures) - serie TV, episodio 1x09 (2011)
- Buona fortuna Charlie (Good Luck Charlie) - serie TV, episodio 2x22 (2011)
- CSI - Scena del crimine (CSI: Crime Scene Investigation) - serie TV, episodio 14x5 (2013)
- Austin & Ally - serie TV, 8 episodi (2013)
- Cloud 9, regia di Paul Hoen - film TV (2014)
- Hollywood Today - serie TV, episodio 1x130 (2014)
- What's Next for Sarah? - webserie, episodio 1x02-1x04 (2014)
- Eye Candy - serie TV, 8 episodi (2015)
- Comedy Bang! Bang! - serie TV, episodio 4x23 (2015)
- Extant - serie TV, 11 episodi (2015)
- Transparent - webserie, 9 episodi (2014-2015)
- New Girl - serie TV, episodio 4x20-5x04 (2015-2016)
- Easy - serie TV, 4 episodi (2016-2019)
- Angie Tribeca – serie TV, 10 episodi (2018)
- Sciame (Swarm) – serie TV, episodio 1x07 (2023)
- Monarch: Legacy of Monsters - serie TV (2023-in corso)

### Doppiatrice
- Scooby! (Scoob!), regia di Tony Cervone (2020)

## Riconoscimenti
- 2015 – Young Artist Awards[6]
  - Candidatura come Miglior giovane attrice ricorrente di anni 17-21 in una serie televisiva per Transparent
- 2016 – Black Reel Awards
  - Candidatura come Miglior artista emergente femminile per Dope – Follia e riscatto

## Doppiatrici italiane
Nelle versioni in italiano delle opere in cui ha recitato, Kiersey Clemons è stata doppiata da:
- Eva Padoan in Sweetheart, Antebellum, Am I OK?, Monarch: Legacy of Monsters
- Letizia Ciampa in Cattivi vicini 2, Easy, Lilli e il vagabondo
- Joy Saltarelli in Flatliners - Linea mortale, Angie Tribeca
- Federica Mete in Zack Snyder's Justice League, The Flash
- Ludovica De Caro in Le pazze avventure di Bucket e Skinner
- Virginia Brunetti in Cloud 9
- Ludovica Bebi in Dope - Follia e riscatto
- Ughetta d'Onorascenzo in Mi ricorda qualcuno
- Valentina Favazza in Austin & Ally

Da doppiatrice è stata sostituita da:
- Eva Padoan in Scooby!
- Letizia Ciampa in Fairfax